# St. Peter (Töging)

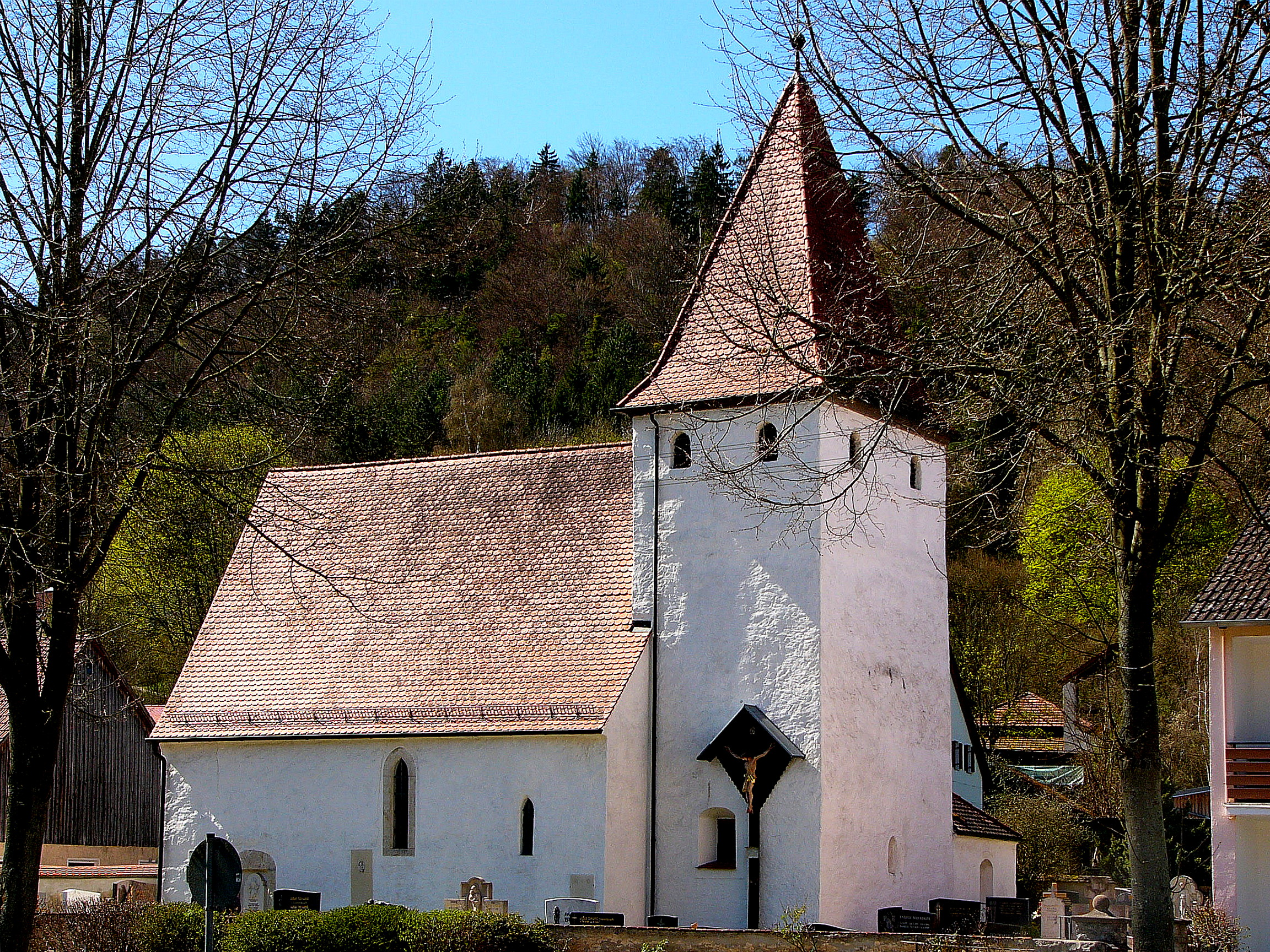
Friedhofkirche St. Peter von Töging (2015)

Die denkmalgeschützte römisch-katholische Friedhofkirche St. Peter	in Töging, einem Gemeindeteil der Stadt Dietfurt an der Altmühl im Landkreis Neumarkt in der Oberpfalz, gehört zur Pfarrei Töging und ist mit dieser seit dem 1. September 2016 dem Pfarrverband Dietfurt-Eutenhofen-Hainsberg-Staadorf-Töging im Dekanat Neumarkt im Bistum Eichstätt eingegliedert.
Das Patrozinium bezieht sich auf den Apostel Petrus und wird am 29. Juni  gefeiert.

## Baulichkeit
Der Bau ist eine Saalkirche mit einem Satteldach. Der romanische bzw. frühgotische Chorturm im Osten ist mit einem Pyramidendach gedeckt. Das gotische Langschiff dürfte erst später angebaut worden sein. Eine Sakristei ist nach 1600 angebaut worden. Zwischen dem 16. und 18. Jahrhundert wurde die Kirche leicht umgestaltet.
1966 wurden Dachstuhl und Dacheindeckung erneuert. Eine Außenrenovierung erfolgte 1986. Dabei kam nach Entfernung des Verputzes an der Ostseite des Turms ein romanisches Kapellenfenster zum Vorschein. Im rückwärtigen Teil der Kirche wurde der ehemalige Volkseingang auf der Südseite freigelegt und diesem gegenüber an der Nordseite ein Eingang 2 m über dem Boden entdeckt, beide mit massiven Steinumrandungen versehen. Der höher gelegene Eingang war der frühere Zugang von dem Schloss auf die Kirchenempore. Der heutige Eingang an der Giebelseite ist später angelegt worden.

## Geschichte
Die im Mittelalter zu Kottingwörth, der Urpfarrei des unteren Altmühltals, gehörende Kirche wurde um 1058 vom Eichstätter Bischof Gundekar II. geweiht, wobei nicht sicher ist, ob es sich dabei um diese Kirche oder die spätere Pfarrkirche St. Bartholomäus gehandelt hat. Die Kirche war die Schlosskirche der Angelberger, von deren  danebenliegenden Schloss führte ein Übergang in die Kirche. Ab 1467 hat hier ein Frühmesser als eigener Geistlicher gewohnt, jedoch brannte das Frühmesserhaus neben dem Friedhof wegen der Sorglosigkeit einer Magd 1574 ab und ist nicht mehr aufgebaut worden. Die Kirche wurde 1602 als „uralte Pfarrkirche“ von Töging bezeichnet, diese Funktion ging dann auf die Kirche St. Bartholomäus über. Damals sollte ein Benefiziat von Dietfurt aus „jeden ‚Aftermontag‘ (= Dienstag)“ hier eine Messe abhalten. Nachdem die Funktion der Pfarrkirche auf die Kirche St. Bartholomäus übergegangen war, wird sie bis heute als Friedhofskirche verwendet.

## Innenausstattung
An den Turmwänden liegen unter dem Verputz vermutlich Überreste von Fresken, die früher den Schmuck der alten Kirche bildeten. Die früheren Altäre (Hauptaltar St. Petrus, Seitenaltar „Tod Mariens“ und Willibaldaltar) wurden 1966 entfernt und wegen Einbruchsgefahr in die Pfarrkirche nach St. Bartholomäus gebracht.  Darunter waren auch drei Holzstatuen von um 1500, die den hl. Petrus, St. Willibald und St. Agnes darstellten. Auch das Relief „Tod Mariens“ aus dem 15. Jahrhundert, zuvor Seitenaltarbild von St. Peter, wurde in die Pfarrkirche gebracht.
Der heutige Hochaltar mit Renaissancecharakter stammt aus dem 19. Jahrhundert. Im oberen Teil des Altars ist ein Rundbild mit dem hl. Sebastian und dem hl. Rochus. Die im Nazarenerstil gearbeiteten Kreuzwegstationen und -bilder stammen aus der Zeit um 1880 wurden 1990 renoviert.